# Oleg Steptschenko
Oleg Steptschenko (* 25. September 1964 in Qaraghandy) ist ein kasachischer Filmregisseur, Drehbuchautor und Filmproduzent. Internationale Bekanntheit erlangte er durch seine Spielfilme Jacked – Pulp Russia, Velvet Revolution, Fürst der Dämonen und Iron Mask.

## Leben und Karriere
Der 1964 in Qaraghandy geborene Oleg Steptschenko begann seine Karriere als Regisseur, Drehbuchautor und Produzent im Jahr 2004 mit der Krimikomödie Jacked – Pulp Russia mit Michael Madsen und Alexei A. Petruchin in den Hauptrollen. Sein 2005 entstandenes Actiondrama Velvet Revolution wurde in der Besetzung Aleksei Krawtschenko und Aleksandr Karpow realisiert. 2014 drehte er mit dem englischen Schauspieler Jason Flemyng das Fantasy-Abenteuer Fürst der Dämonen. Die Fortsetzung kam 2019 wieder mit Flemyng als Hauptdarsteller in der Rolle des Kartographen Jonathan Green unter dem Titel Iron Mask in die Kinos. An der Seite von Jason Flemyng spielten unter anderem Xingtong Yao, Jackie Chan, Arnold Schwarzenegger, Anna Churina, Juri Kolokolnikow, Martin Klebba, Charles Dance und Rutger Hauer in seiner letzten Rolle. Für das Jahr 2022 ist eine weitere Fortsetzung mit dem Helden Jonathan Green geplant.

## Filmografie (Auswahl)

### Filmregisseur
- 2004: Jacked – Pulp Russia (Smatyvay udochki)
- 2005: Velvet Revolution (Muzhskoy sezon. Barkhatnaya revolyutsiya)
- 2014: Fürst der Dämonen (Viy)
- 2019: Iron Mask (Taina Petschati Drakona)

### Drehbuchautor
- 2004: Jacked – Pulp Russia (Smatyvay udochki)
- 2005: Velvet Revolution (Muzhskoy sezon. Barkhatnaya revolyutsiya)
- 2014: Fürst der Dämonen (Viy)
- 2019: Iron Mask (Taina Petschati Drakona)

### Filmproduzent
- 2004: Jacked – Pulp Russia (Smatyvay udochki)
- 2005: Velvet Revolution (Muzhskoy sezon. Barkhatnaya revolyutsiya)
- 2006: Posledniy iskatel
- 2014: Fürst der Dämonen (Viy)
- 2016: Brut (Kurzfilm)
- 2018: Svideteli
- 2018: Poslednee ispytanie